# Korthalsella papuana
Korthalsella papuana är en sandelträdsväxtart som beskrevs av Danser. Korthalsella papuana ingår i släktet Korthalsella och familjen sandelträdsväxter. Inga underarter finns listade i Catalogue of Life.